# Thorismund (Westgoten)
Thorismund (auch Thurismund, gotisch Þaurismoþs; † 453) war der älteste Sohn des Westgotenkönigs Theoderich I. (richtiger: Theoderid) und von 451 bis 453 König der Westgoten.

## Frühe Jahre
Thorismund war der älteste von insgesamt sechs Söhnen des Königs Theoderich I. Er hatte auch mehrere Schwestern, von denen eine 449 zur Bekräftigung eines Bündnisses mit dem Suebenkönig Rechiar verheiratet wurde. Eine weitere Schwester war mit Hunerich, dem Sohn des Vandalenherrschers Geiserich, vermählt worden (429?). Als aber Geiserich eine Gelegenheit sah, Hunerich mit Eudocia, der Tochter des Kaisers Valentinian III. zu verheiraten, beschuldigte er seine westgotische Schwiegertochter, einen Mordplan gegen ihn geschmiedet zu haben, und schickte sie 444 verstümmelt ihrem Vater zurück, womit das vandalisch-westgotische Bündnis zerbrach.
Die Königswürde erlangte Thorismund nach dem Tod seines Vaters, der in der Schlacht auf den Katalaunischen Feldern bei Châlons-en-Champagne im Jahr 451 im Kampf gegen die Hunnen Attilas gefallen war. Thorismund war bei dieser Schlacht zugegen, ebenso wie sein Bruder, der spätere König Theoderich II. Er soll sich beim Sturm eines Hügels, den er zusammen mit dem weströmischen Feldherrn Aëtius durchführte, ausgezeichnet haben.

## Regierungszeit
Noch auf dem Schlachtfeld wurde Thorismund vom Heer zum König erhoben. Möglicherweise handelte es sich dabei um eine Akklamation; eine förmliche, rechtsgültige Wahl scheint nicht stattgefunden zu haben. Auf den Rat des Aëtius kehrte er schnell in die Reichshauptstadt Tolosa (Toulouse) zurück, um zu verhindern, dass sich seine Brüder Frederich, Eurich, Retimer und Himnerith, die sich dort aufhielten, der Herrschaft bemächtigten.
Bereits im folgenden Jahr zog er erneut ins Feld und bekämpfte die Alanen nördlich der Loire. Seine Belagerung der gallischen Hauptstadt Arles, mit der er hoffte, von den Römern Zugeständnisse zu erlangen, schlug fehl; er ließ sich von dem römischen Kommandeur zum Abzug bewegen.
Die Herrschaft Thorismunds war kurz; sie endete schon 453 mit seiner Ermordung durch einen Knecht unter Mitwisserschaft seiner Brüder Theoderich II. und Frederich. Nach seinem Tod ging die Herrschaft umgehend auf seinen Bruder Theoderich II. über, während Frederich zum Hauptfeldherrn und königlichen Stellvertreter ernannt wurde.